# اوروژای (شهرستان ایگلینسکی، باشقیرستان)
اوروژای (انگلیسی: Urozhay, Iglinsky District, Republic of Bashkortostan) یک شهرک در شهرستان ایگلینسکی استان باشقیرستان کشور روسیه است.